# Забияко, Наталья Александровна
Наталья Александровна Забияко (род. 15 августа 1994, Таллин) — эстонская и российская фигуристка, выступавшая в парном катании. В паре с Александром Энбертом становилась серебряным призёром Олимпийских игр (2018, командный турнир), бронзовым призёром чемпионата Европы (2018) и чемпионата мира (2019), серебряным призёром чемпионата России (2019).
Забияко начала заниматься парным катанием в четырнадцать лет. Первую половину карьеры каталась за Эстонию совместно с Сергеем Мухиным, Сергеем Кульбачом и Александром Забоевым. В 2014 году она переехала в Россию, где составила пару Юрию Ларионову. В следующем сезоне фигуристка образовала спортивный дуэт с Александром Энбертом, добившись с ним основных успехов в карьере.
Заслуженный мастер спорта России. Награждена медалью ордена «За заслуги перед Отечеством» I степени.

## Карьера

### В Эстонии
Наталья Забияко родилась в русской семье в Таллине в 1994 году. С четырёх лет начала заниматься фигурным катанием. Первыми тренерами её были Оксана Романенкова и Анна Леванди. Вначале она выступала как одиночница, в декабре 2008 года выиграла первенство Эстонии среди юниорок в Тарту.
С января 2009 года тренер Екатерина Некрасова поставила её в пару с Сергеем Мухиным, с ним она выступала на юниорском чемпионате мира в Гааге в 2010 году. Также с ним Наталья стала чемпионкой Эстонии в парном катании. Однако пара распалась: партнёру предложили место в шоу, и он принял решение закончить со спортом. В июне 2010 года Забияко переехала в США, где вместе с украинским фигуристом Сергеем Кульбачом работала со специалистами из Болгарии и Казахстана.
В сезоне 2010/2011 они выступали за Эстонию на чемпионатах Европы и мира. В самом конце 2011 года Наталья получила травму, и партнёр решил вернуться на Украину. С сентября 2012 года её новым партнёром стал российский фигурист Александр Забоев. Пара сумела пробиться на олимпийский турнир в Сочи после удачного выступления в Германии на турнире Небельхорн. Однако Забоев не смог получить эстонское гражданство, и пара весной 2014 года прекратила своё существование. Наталья получила приглашение в Россию и решила его принять.

### В России
Нина Мозер поставила Наталью в пару с Юрием Ларионовым, с которым она выступила лишь на этапах кубка России и чемпионате страны. В это время Забияко отбывала карантин при смене федерации. В конце сезона Ларионов из-за хронической травмы решил завершить карьеру фигуриста и перейти на тренерскую работу. Новым партнёром Натальи стал опытный фигурист Александр Энберт. С ним Забияко дебютировала в выступлениях за Россию на международном турнире в Саранске «Мордовские узоры», где пара заняла второе место. Неплохо выступили фигуристы и на этапе Гран-при в России «Кубок Ростелекома». На российском чемпионате пара выступила удачно и запасными вошла в состав сборной России. В начале января 2016 года при отработке выброса «тройной аксель» Наталья получила тяжёлую травму и лишь через несколько месяцев смогла вернуться к полноценным тренировкам.
Предолимпийский сезон пара начала в Словакии на Мемориале Непелы, где они выступили достойно, заняв третье место. В начале ноября российская пара выступила на домашнем этапе Гран-при в Москва, где на Кубке Ростелекома заняли второе место и улучшили свои прежние достижения в сумме и короткой программе. В середине ноября россияне выступили на этапе Гран-при в Париже, где на турнире Trophée de France они финишировали четвёртыми, улучшив при этом свой лучший результат в короткой программе. После таких достижений пара стала запасной в Марселе на финале Гран-при, за несколько дней до старта они заменили немецкую пару. Во Франции, в своём дебютном финале Гран-при, они сумели занять четвёртое место. В конце декабря фигуристы выступили в Челябинске на чемпионате России, где в упорной борьбе впервые завоевали бронзовую медаль. В конце января российская пара дебютировала на европейском чемпионате в Остраве, где замкнула пятёрку лучших пар континента, при этом улучшив свои достижения в короткой программе и сумме. В конце марта российские парники выступали на мировом чемпионате в Хельсинки, где замкнули дюжину лучших пар мира. При этом были улучшены прежние достижения в короткой программе.

### Олимпийский сезон
В сентябре 2017-го российская пара начала олимпийский сезон в Бергамо, где на Кубке Ломбардии они финишировали первыми. Через неделю фигуристы выступали в Братиславе, где на турнире Мемориал Ондрея Непелы в упорной борьбе выиграли золотые медали. Через месяц пара выступала в серии Гран-при на канадском этапе, где они финишировали рядом с пьедесталом. В конце ноября на американском этапе в Лейк-Плэсиде они финишировали рядом с пьедесталом. В начале декабря последовало выступление на Золотом коньке Загреба, которое пара уверенно завершила победителями. При этом пара сумела улучшить свои прежние достижения в произвольной программе и сумме. На национальном чемпионате в середине декабря в Санкт-Петербурге пара финишировала во второй раз с бронзой. В Москве на континентальном чемпионате в середине января пара после программы была лучшей парой хозяев. Они при этом улучшили свои прежние достижения в произвольной программе и сумме и впервые выиграли бронзовую европейскую медаль.
На Олимпийских играх в Корее Наталья в составе команды атлетов-олимпийцев из России завоевала серебряную медаль в командных соревнованиях. Они выступали только в произвольной программе и финишировали третьими. В середине февраля 2018 года в Канныне начались соревнования и в индивидуальном турнире, пара финишировала в середине первой десятки. Спортсмены улучшили все свои прежние достижения.

### Дальнейшая карьера
В сезоне 2018/2019 Наталья с партнёром выиграли два этапа Гран-при и заняли второе место на чемпионате России. Однако на чемпионате Европы они выступить не смогли, так как партнёр не получил разрешения от врачей. После получения разрешения пара форсировала подготовку и смогла выступить весной на чемпионате мира и командном чемпионате мира, состоявшихся в Японии, на обоих спортсмены завоевали бронзовые медали. В конце сентября 2019 года пара заявила, что они пропустят первую часть нового сезона, так как врачи рекомендовали Энберту по состоянию здоровья приостановить карьеру. 26 февраля 2020 года на шоу «Путь к победе» Наталья и Александр объявили о завершении профессиональной спортивной карьеры. В том же году про Забияко и Энберта, а также американскую пару Эшли Кейн и Тимоти Ледюка вышел документальный фильм «Несломленные» («Unbroken»). Осенью 2021 года Наталья приняла участие в телевизионном шоу Первого канала «Ледниковый период» в паре с музыкантом Никитой Пресняковым.
В 2022 году Забияко намеревалась возобновить соревновательную карьеру. Для этого она переехала в Канаду, где тренировалась совместно с Закари Дейлманом, братом олимпийской чемпионки Габриэль Дейлман. Но позже Канадская федерация фигурного катания отозвала запрос к ФФККР по поводу перехода Забияко.

## Результаты

### За Россию
(В паре с Юрием Ларионовым)
| Соревнования     | 14/15 |
| ---------------- | ----- |
| Чемпионат России | 7     |

(В паре с Александром Энбертом)
| Соревнования          | 15/16 | 16/17 | 17/18 | 18/19 |
| --------------------- | ----- | ----- | ----- | ----- |
| Олимпиада — пары      |       |       | 7     |       |
| Олимпиада — команда   |       |       | 2     |       |
| Чемпионат мира        |       | 12    | 4     | 3     |
| Чемпионат Европы      |       | 5     | 3     |       |
| World Team Trophy     |       |       |       | 3     |
| Финал Гран-при        |       | 4     |       | 4     |
| Гран-при Финляндии    |       |       |       | 1     |
| Гран-при Японии       |       |       |       | 1     |
| Гран-при США          |       |       | 4     |       |
| Гран-при Канады       |       |       | 4     |       |
| Гран-при Франции      |       | 4     |       |       |
| Гран-при России       | 5     | 2     |       |       |
| Lombardia Trophy      |       |       | 1     | 1     |
| Мемориал Непелы       |       | 3     | 1     |       |
| Золотой конёк Загреба | 4     |       | 1     |       |
| Мордовские узоры      | 2     |       |       |       |
| Чемпионат России      | 5     | 3     | 3     | 2     |

### За Эстонию
(В паре с Сергеем Мухиным, Сергеем Кульбачом и Александром Забоевым)
| Соревнования                 | 09/10 |
| ---------------------------- | ----- |
| Чемпионат мира среди юниоров | 16    |
| Юниорский Гран-при Беларуси  | 13    |
| Чемпионат Эстонии            | 1     |

| Соревнования               | 10/11 | 11/12 |
| -------------------------- | ----- | ----- |
| Чемпионат мира             | 16    |       |
| Чемпионат Европы           | 13    |       |
| NRW Trophy                 | 5     | 3     |
| Юниорский Гран-при Эстонии |       | 4     |
| Чемпионат Эстонии          | 1     |       |

| Соревнования          | 13/14 |
| --------------------- | ----- |
| Чемпионат мира        | 19    |
| Чемпионат Европы      | 10    |
| Nebelhorn Trophy      | 9     |
| Золотой конёк Загреба | 2     |

## Личная жизнь
В июле 2022 года российская теннисистка Дарья Касаткина совершила каминг-аут, сообщив, что у неё есть девушка. После этого Дарья и Наталья выложили в своих социальных сетях фотографию в обнимку. В интервью 2022 года Наталья призналась, что осознала свою ориентацию в 17 лет.